# Centro de Nacimiento
Un centro de nacimiento es un espacio (una unidad sanitaria) donde se ofrece atención al embarazo y parto de mujeres con embarazos de baja complejidad, en los que la matrona es la principal proveedora de cuidados y responsable de los mismos. Estos centros promueven un enfoque centrado en la mujer, que respeta la fisiología del parto y minimiza intervenciones innecesarias. Los centros de nacimiento surgieron como una alternativa intermedia entre el parto hospitalario medicalizado y el parto domiciliario, combinando la autonomía profesional de las matronas con protocolos clínicos seguros y sistemas de derivación integrados. Han sido reconocidos como una opción segura y eficaz por organismos internacionales como la Organización Mundial de la Salud (OMS), el Royal College of Midwives (RCM) y la Midwifery Unit Network (MUNet), que promueven su implementación con estándares definidos.

## Definición y características

### Terminología
Un centro de nacimiento (birth centre en inglés), es un servicio integrado en el sistema sanitario, gestionado por matronas, que atiende embarazos de baja complejidad mediante un modelo centrado en la fisiología, con apoyo multidisciplinar cuando es necesario y protocolos específicos para derivaciones seguras. Esta precisión terminológica es importante para distinguirlos de otros servicios obstétricos como las salas de parto natural. Aunque ofrecen entornos más humanizados, forman parte del servicio obstétrico y están sujetas a sus protocolos, organización y supervisión médica. También existen casas de parto autogestionadas o privadas que funcionan fuera del sistema sanitario público, sin la integración y colaboración interdisciplinaria ni los protocolos de derivación inmediata que caracterizan a los centros de nacimiento.
En cambio, un CN es una unidad diferenciada del hospital, con acceso independiente y atención exclusiva a mujeres con embarazos de baja complejidad. Está gestionado de forma autónoma por matronas, responsables del seguimiento clínico durante el embarazo, parto y posparto, con protocolos específicos y un enfoque en la optimización del proceso fisiológico.

### Características principales
Según los estándares internacionales, un CN se caracteriza por:
- Liderazgo de matronas: La atención es gestionada y proporcionada por matronas cualificadas con autonomía profesional.
- Atención centrada en la mujer: Respeto a la autonomía, preferencias y decisiones informadas de la usuaria.
- Enfoque fisiológico: Promoción del embarazo, parto y posparto normal evitando intervenciones innecesarias.
- Continuidad asistencial: Seguimiento integral durante embarazo, parto y posparto.
- Integración sanitaria: Colaboración interdiscplinaria con respeto para la autonomía profesional de cada disciplina y protocolos de derivación a servicios especializados cuando sea necesario.

## Tipos de centros de nacimiento
Los CN se clasifican principalmente según su ubicación respecto a los servicios hospitalarios:

### Centros extrahospitalarios o independientes (FMUs)
También conocidos como Freestanding Midwifery Units en inglés, están ubicados fuera del hospital. El acceso a servicios médicos especializados está disponible como parte de un servicio integrado y con protocolos establecidos, pero el traslado involucra normalmente un trayecto en ambulancia o coche particular.

### Centros anexos o hospitalarios (AMUs)
Denominados Alongside Midwifery Units en inglés, están ubicados dentro o junto a un hospital, con acceso inmediato a servicios obstétricos. El traslado a la unidad obstétrica se realiza normalmente en camilla, cama o silla de ruedas.

### Ejemplos actuales en España
En España, actualmente existen dos CN liderados por matronas e integrados en el sistema público de salud, ambos ubicados en Cataluña y anexos a hospitales:
1. El Centro de Nacimiento de Martorell, en el Hospital Sant Joan de Déu de Martorell, fue inaugurado en 2017, cerró temporalmente en 2023 y reabrió en 2024.
2. La Casa Laietània, en funcionamiento desde el 2021, está ubicada en el Hospital Germans Trias i Pujol de Badalona. Estas iniciativas ofrecen continuidad de cuidados por equipos de matronas y atención centrada en la fisiología, dentro de un modelo de colaboración con el entorno hospitalario.

## Modelo de atención
El modelo de atención de los CN se basa en el paradigma biopsicosocial, en contraste con el modelo biomédico tradicional. Los principios fundamentales incluyen:
- Protagonismo activo de la mujer en su experiencia de parto y respeto a su autonomía, preferencias y decisiones informadas.
- Gestión autónoma por parte de matronas cualificadas, sin supervisión directa de médicos.
- Continuidad en la relación matrona-mujer durante el embarazo, parto y posparto.
- Enfoque fisiológico del parto con prácticas basadas en evidencia para evitar la medicalización innecesaria.
- Acompañamiento respetuoso que reconoce el valor del apoyo emocional y físico de la pareja u otras personas elegidas por la mujer.
- Ambientes seguros y humanizados para proporcionar seguridad clínica sin renunciar al confort, la intimidad y la dignidad de la mujer.

## Seguridad y evidencia científica

### Evidencia internacional
Múltiples estudios han demostrado la seguridad y eficacia de los CN para embarazos de baja complejidad:
- Estudio Birthplace (Reino Unido, 2011): Demostró que las unidades lideradas por matronas se asocian con menor uso de intervenciones médicas sin aumento de riesgos neonatales.[1]
- Revisiones sistemáticas: Muestran mayor probabilidad de parto vaginal espontáneo, reducción de intervenciones innecesarias y mejores experiencias subjetivas del parto.[2][3]

### Evidencia en España
En Cataluña se han evaluado las primeras unidades públicas lideradas por matronas (AMUs), integradas en hospitales de alta complejidad. La evidencia disponible muestra resultados clínicos y experienciales favorables para mujeres con embarazos de baja complejidad:
- Mayor probabilidad de parto vaginal espontáneo (91,4% vs 83,8%).[4]
- Menores tasas de parto instrumental (3,9% vs 11,2%).[4]
- Menor uso de analgesia epidural (19,6% vs 77,9%) y episiotomía (7,4% vs 15,4%).[4]
- Mayores tasas de lactancias materna al alta (87,4% vs 76%).[6]
- Mayor satisfacción materna.[5]
- Reducción del estrés perinatal y fortalecimiento del vínculo madre–bebé.[5]
- No se observaron diferencias en la incidencia en hemorragia posparto, retención placentaria ni resultados neonatales adversos.[4][6]
- Las tasas de traslado desde la AMU a la unidad obstétrica fueron del 21,1% durante el parto y del 2,4% en el posparto.[4]

## Controversias y debates
A pesar del respaldo científico y del reconocimiento institucional creciente, la expansión de los centros de nacimiento liderados por matronas enfrenta diversas barreras:
- Percepción de riesgo: persiste la idea, especialmente entre algunos sectores médicos, de que el parto fuera del entorno hospitalario convencional puede ser inseguro, a pesar de la evidencia científica en contra.
- Resistencia institucional: algunos servicios de salud muestran reticencia a adoptar el modelo liderado por matronas, al considerarlo alejado de la lógica hospitalaria tradicional, más jerárquica y centrada en el control médico.
- Falta de autonomía profesional: en muchos sistemas sanitarios, las matronas no cuentan con un marco real de liderazgo clínico ni con capacidad decisoria plena, lo que limita la implementación de unidades verdaderamente dirigidas por este colectivo. Esta falta de reconocimiento y autonomía profesional se refleja en protocolos rígidos, dependencia jerárquica de ginecología y escasa participación en la gestión organizativa.
- Desigualdad en el acceso: el número de centros disponibles es aún muy reducido, y su distribución geográfica desigual impide que muchas mujeres puedan elegir esta opción de forma equitativa.
- Falta de visibilidad y formación: tanto la ciudadanía como profesionales y gestores políticos desconocen el modelo de centro de nacimiento, o bien lo confunden con el parto en casa o con iniciativas privadas no reguladas.
- Estas barreras responden a tensiones entre dos modelos de atención: el modelo biomédico, centrado en el control y la intervención, y el modelo biopsicosocial y centrado en la fisiología, en el que las matronas lideran la atención desde una perspectiva integral y basada en la evidencia.